# Березивски район
Березивски район (на украински: Березівський район) е район на Одеска област, Украйна. Административен център е град Березивка.

## География
Общата му площ е 5628.5 км2. 

## Населени места
Районът се състои от 226 населени места: 1 град, 6 селищ от градски тип и 219 села.

## История
Березивски район е създаден 17 юли 2020 г. в съответствие с резолюцията на Върховната Рада на Украйна.

## Население
Населението му е 106 490 души (2021).
| 2020    | 2021    |
| ------- | ------- |
| 107 408 | 106 490 |